# Hanna Styrell
Johanna (Hanna) Matilda Styrell (senare gift Tersmeden), född 21 januari 1842 i Stockholm, död 19 april 1904, var älskarinna till Karl XV.

## Biografi

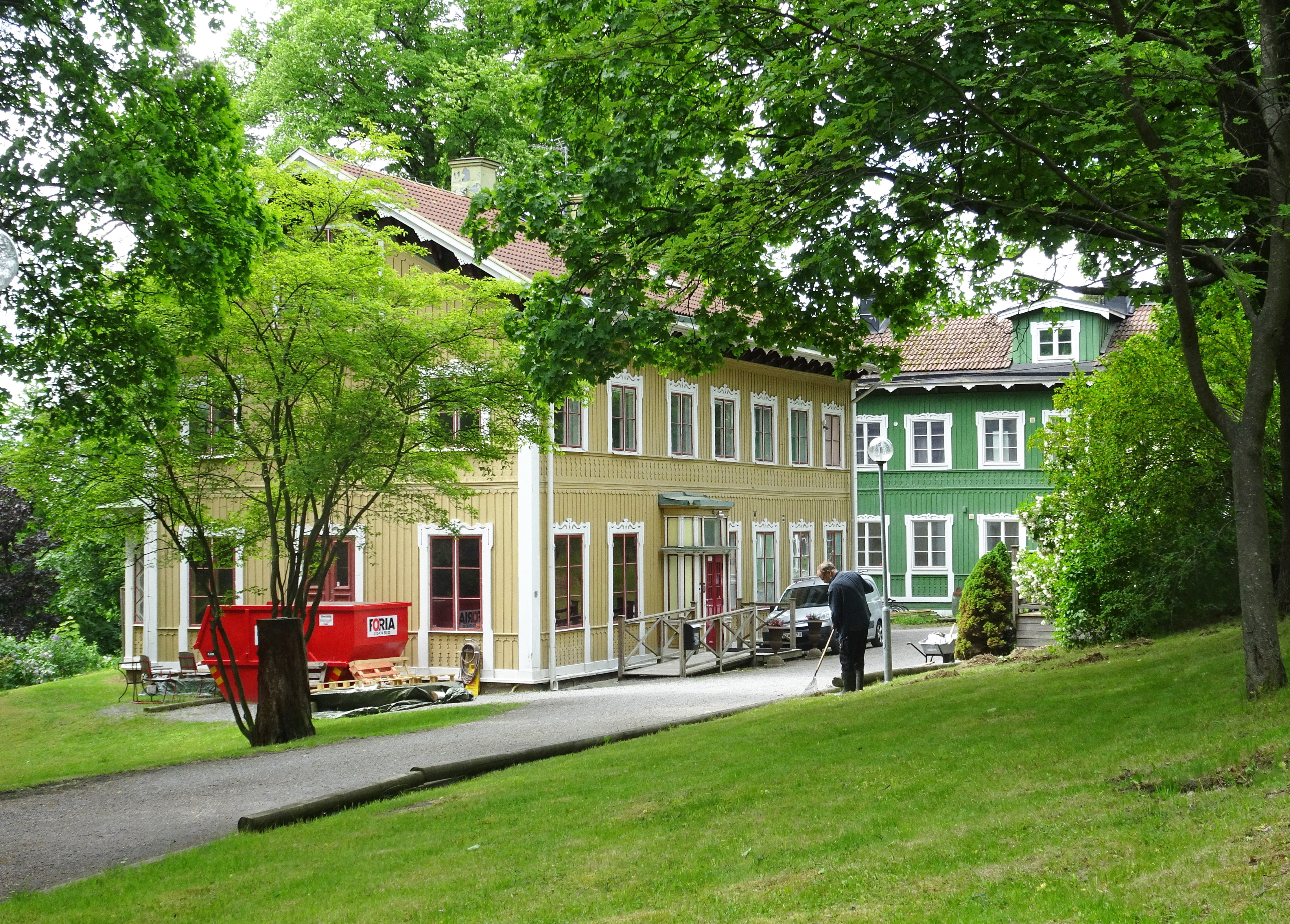
Väntorp, Ulriksdal, 2020.

Styrell var dotter till en bagarmästare i Klara församling i Stockholm. Vid 17 års ålder var hon skådespelerska och medverkade 1859 vid invigningen av Odéonteatern på Regeringsgatan, nu under namnet Hanna Stjernblad. Hur hon och Karl XV träffades första gången vet man inte men sommaren 1860 har hon enligt en uppgift fått bo på det kungliga sommarnöjet Bellevue vid Brunnsviken norr om Stockholm. 
Följande år utnämnde kungen henne till värdinna på Väntorp, vid norra stranden av Brunnsviken och närmast på gångavstånd till Ulriksdals slott där Karl XV ofta bodde. Bevarat finns ett gåvobrev där Karl XV 1866 skänker Väntorp till henne och Karl har också sett till att hans bror Oscar har godkänt överlåtelsen. Hanna Styrell fick med åren en allt bättre ekonomi, enligt mantalslängden har hon 1866 två pigor och en inkomst av kapital på 7 500 riksdaler, en inkomst som då översteg årslönen för en professor.
Vid riksdagsöppningen 1862 skrev en tidning: "Bland offentliga personer, som bevistade akten å Rikssalen, märktes även fröken X-blad, som av en livréḱlädd lakej ledsagades till den stora högtiden". Detta var Hanna, som även kallades Hanna Stjernblad.
På våren 1863 lämnade Hanna Styrell Sverige för en lång vistelse utomlands. Enligt Michanek (1990) är det inte orimligt att anta att hon befann sig utomlands för att föda barn. Den 28 oktober 1865 föddes Hannas och Karls dotter Ellen Maria som fick bo hos Hanna Styrells halvsyster Theresia. Theresias make Carl Peter Svensson utnämndes 1867 till hovtapetserare.
Karl XV skrev ofta dikter och gav ut två diktsamlingar. Flera av dikterna handlar om Hanna men i de publicerade dikterna har dessa skrivits om för att inte tydligt peka ut henne. Den första kända dikten om henne är Än en vårsång från 1861:
Så, Hanna, må vi ofta sammandrömma

och skapa oss vår lilla egna värld.

Må sång och dikt ur fyllda skålar strömma,

då ge vi rätt åt kärleken vår gärd!
Från 1868 finns den sju sidor långa dikten Bekännelsen som uttryckligen är tillägnad henne och är en återblick på deras kärlekshistoria:
Så har mitt sinne nu förändrat blivit,

och du är temat i min nya sång,

du har dess ton i hjärtat hos mig skrivit

och älskat och förlåtit gång på gång.
På sommaren 1872 var Karl XV sjuk och han reste till Aachen i Tyskland för en hälsokur. Hanna Styrell reste samtidigt till Spa i Belgien för de hälsosamma baden. Några dagar stannade ändå båda i Aachen. Det blev sista gången de möttes. Karl XV reste till Sverige den 12 september och dog på landshövdingeresidenset i Malmö den 18 september i kronisk tarminflammation.
Relationen mellan Karl och Hanna Styrell blev så småningom platonisk. Hon uppvaktades av officeren Adolf Tersmeden, som hon gifte sig med den 11 december 1876. Efter sin fars död blev Adolf Tersmeden friherre och hans hustru sålunda friherrinna. De slog sig ned på Ramnäs bruk i Västmanland. Enligt bevarade källor gjorde hon insatser för brukets anställda som uppskattades. Hon avled 1904 och när hennes make dog 1914 testamenterade han 250 000 kronor till Hanna Styrells anhöriga.

### Fotnoter
1. ↑  Michanek (1990), s -42
2. ↑  Söndags-Nisse 1862. Citerad ur Michanek (1990), s. 38
3. ↑  Michanek (1990), s. 58-64
4. ↑  Michanek (1990), s. 53
5. ↑  Michanek (1990), s. 71-72
6. ↑  Michanek (1990), s. 81-84
7. ↑  Tersmeden nr 338, tabell 1, adelsvapen.com.
8. ↑  Michanek (1990), s. 64, s. 108-112